# Rinnovamento Popolare
Rinnovamento Popolare (in spagnolo: Renovación Popular, abbreviato con RP) è un partito politico conservatore peruviano. Fondato nel 2020, il partito è il successore del Partito di Solidarietà Nazionale fondato e guidato dall'ex sindaco di Lima Luis Castañeda Lossio . Dopo i suoi scarsi risultati alle elezioni parlamentari del 2020, il leader Rafael López Aliaga ha annunciato la rifondazione del partito sotto la nuova denominazione "Rinnovamento popolare".

## Ideologia
Il partito mantiene una piattaforma conservatrice, basata principalmente sull'opposizione all'aborto, ai diritti LGBT e all'ideologia gender. È stato descritto con una posizione politica di estrema destra o fascista. I suoi membri al Congresso del Perù sono stati descritti come parte di un blocco di "estrema destra" alleato con Avanza País e Forza Popolare.
A livello internazionale, il partito si è allineato con i gruppi di estrema destra, con il sito web di giornalismo investigativo peruviano OjoPúblico che ha scritto in un articolo sulle alleanze di estrema destra nelle Americhe che i membri del partito politico spagnolo di estrema destra Vox si sono recati in Perù per ottenere firme per il manifesto anti-sinistra noto come "Carta di Madrid", insieme a Rinnovamento Popolare c'era il partito Avanza País di Hernando de Soto e Forza Popolare di Keiko Fujimori, che hanno sottoscritto il documento.

## Risultati elettorali

### Elezioni presidenziali
| Elezione | Candidato           | Primo turno | Primo turno | Secondo turno | Secondo turno |
| Elezione | Candidato           | Voti        | %           | Voti          | %             |
| -------- | ------------------- | ----------- | ----------- | ------------- | ------------- |
| 2021     | Rafael Lopez Aliaga | 1.692.279   | 11,75       |               |               |

### Congresso della Repubblica del Perù
| Elezione | Voti      | %    | Seggi    |
| -------- | --------- | ---- | -------- |
| 2021     | 1.199.705 | 9,33 | 13 / 130 |